# Campionati italiani assoluti di scherma del 1910
I Campionati italiani assoluti di scherma del 1910 sono stati organizzati dalla Federazione Italiana Scherma.
Nel fioretto, si è aggiudicato il titolo dei campionati italiani Edoardo Alaimo. Il titolo della spada è andato a Negro.
Nella sciabola Biondi ha vinto il titolo nazionale maschile.
Per tutti e tre si è trattata della prima affermazione.

## Podi

### Uomini
| Specialità  | Oro            | Argento | Bronzo |
| Individuali |                |         |        |
| Fioretto    | Edoardo Alaimo | -       | -      |
| Spada       | Negro          | -       | -      |
| Sciabola    | Biondi         | -       | -      |